# سی‌کی هلدینگ
سی‌کی هلدینگ (انگلیسی: CK Holdings) شرکت زیرساخت هنگ کنگی است، که در سال ۱۹۹۶ تأسیس شد.